# Бад-Зальцунген
Бад-За́льцунген (нем. Bad Salzungen) — город в Германии, районный центр, курорт, расположен в земле Тюрингия.  Входит в состав района Вартбург.  Население составляет 15 851 человек (на 31 декабря 2010 года). Занимает площадь 39,06 км². Официальный код  —  16 0 63 003. Город подразделяется на 6 городских районов.

## Города-побратимы
- Мезёкёвешд
- Бад-Херсфельд
- Исхёй
- Страконице

## Фотографии

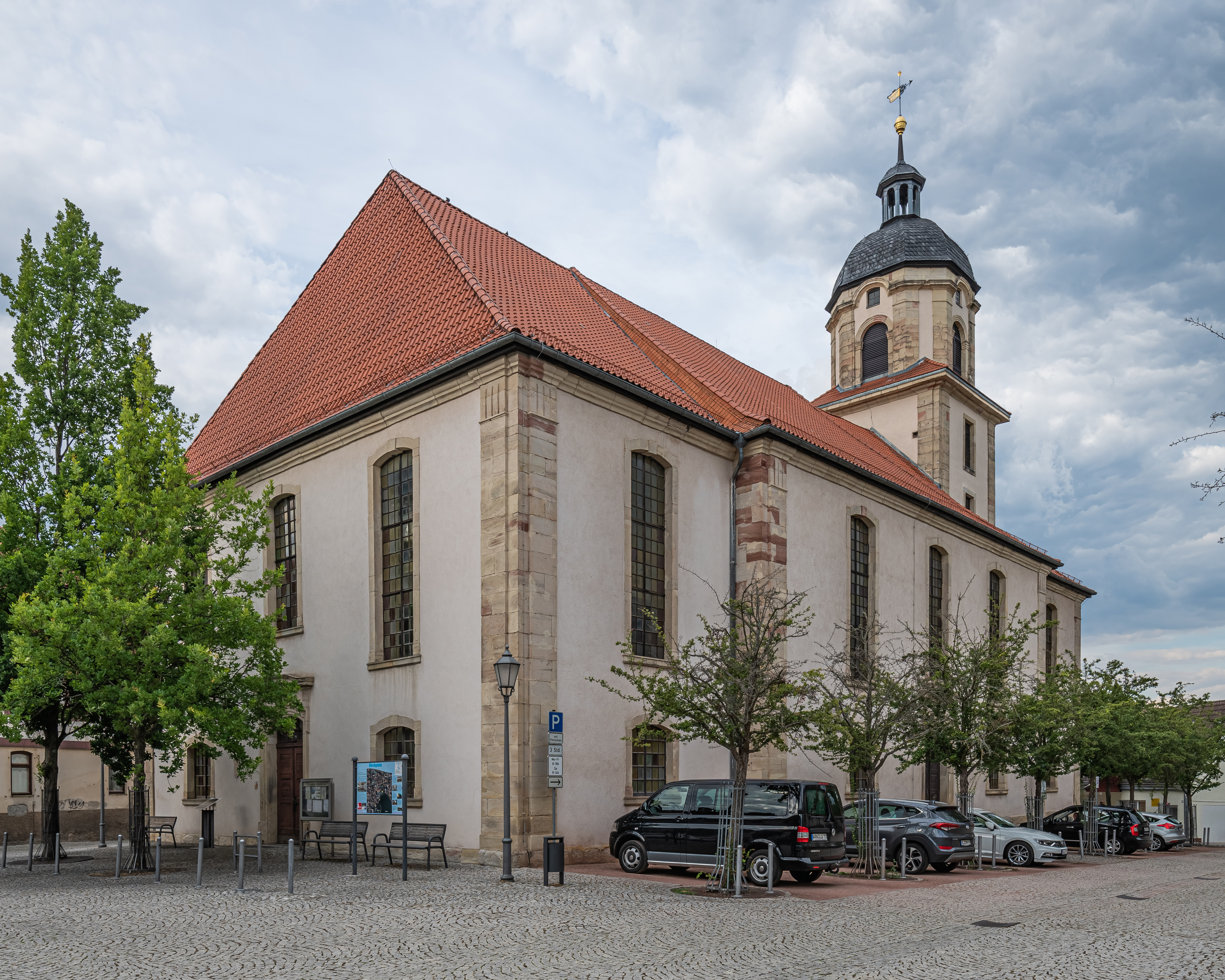
Церковь
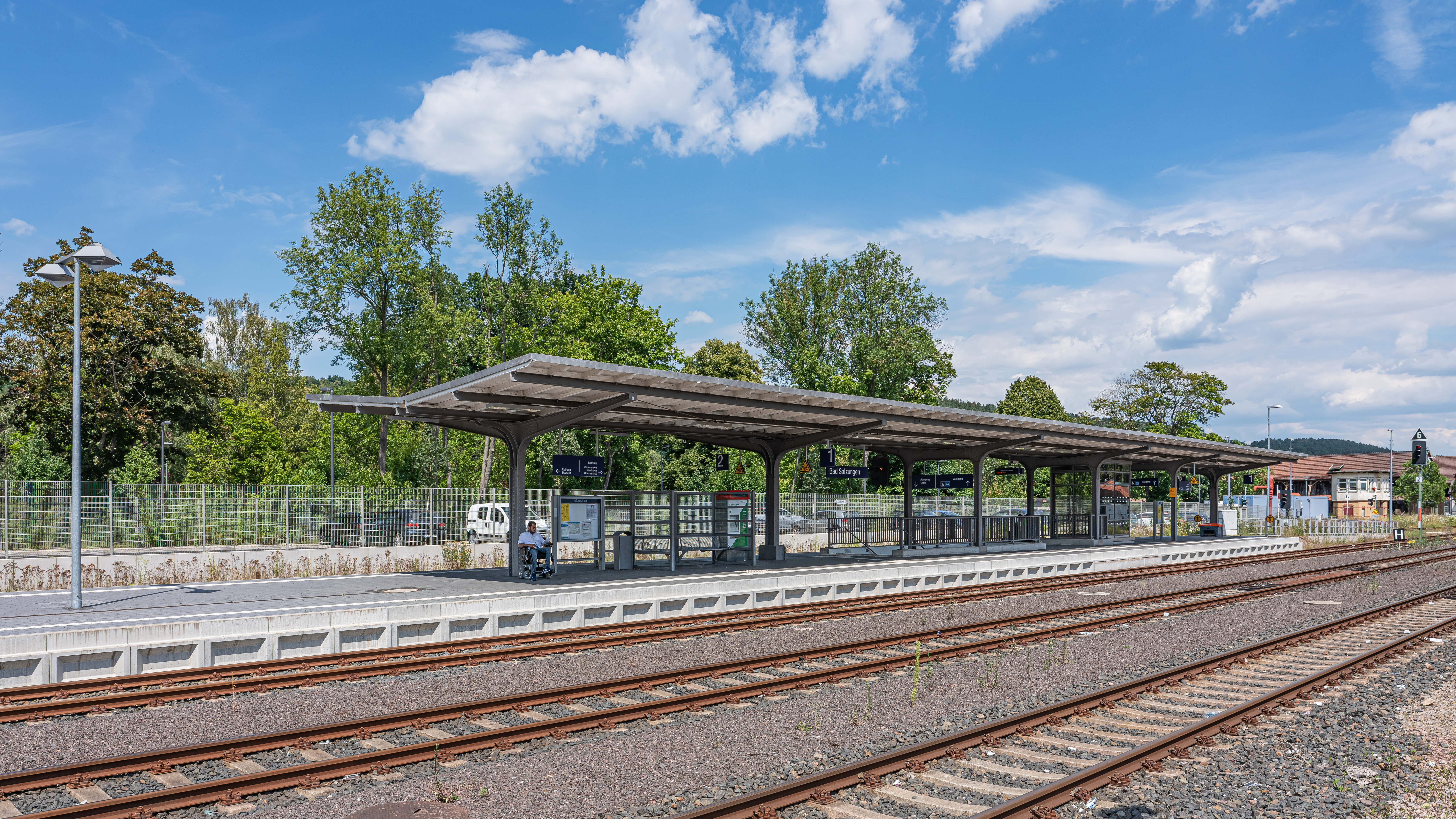
Железнодорожная станция
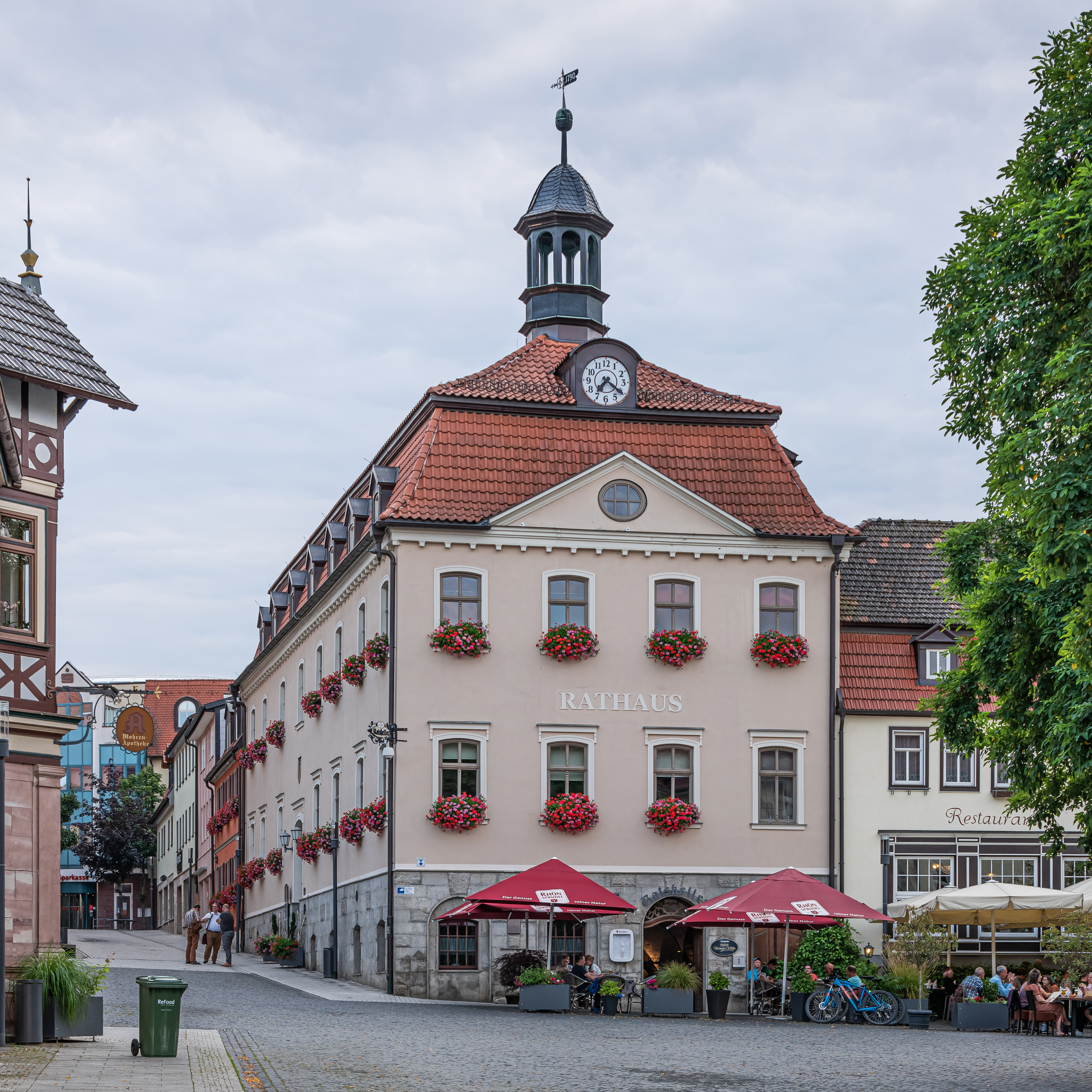
Ратуша
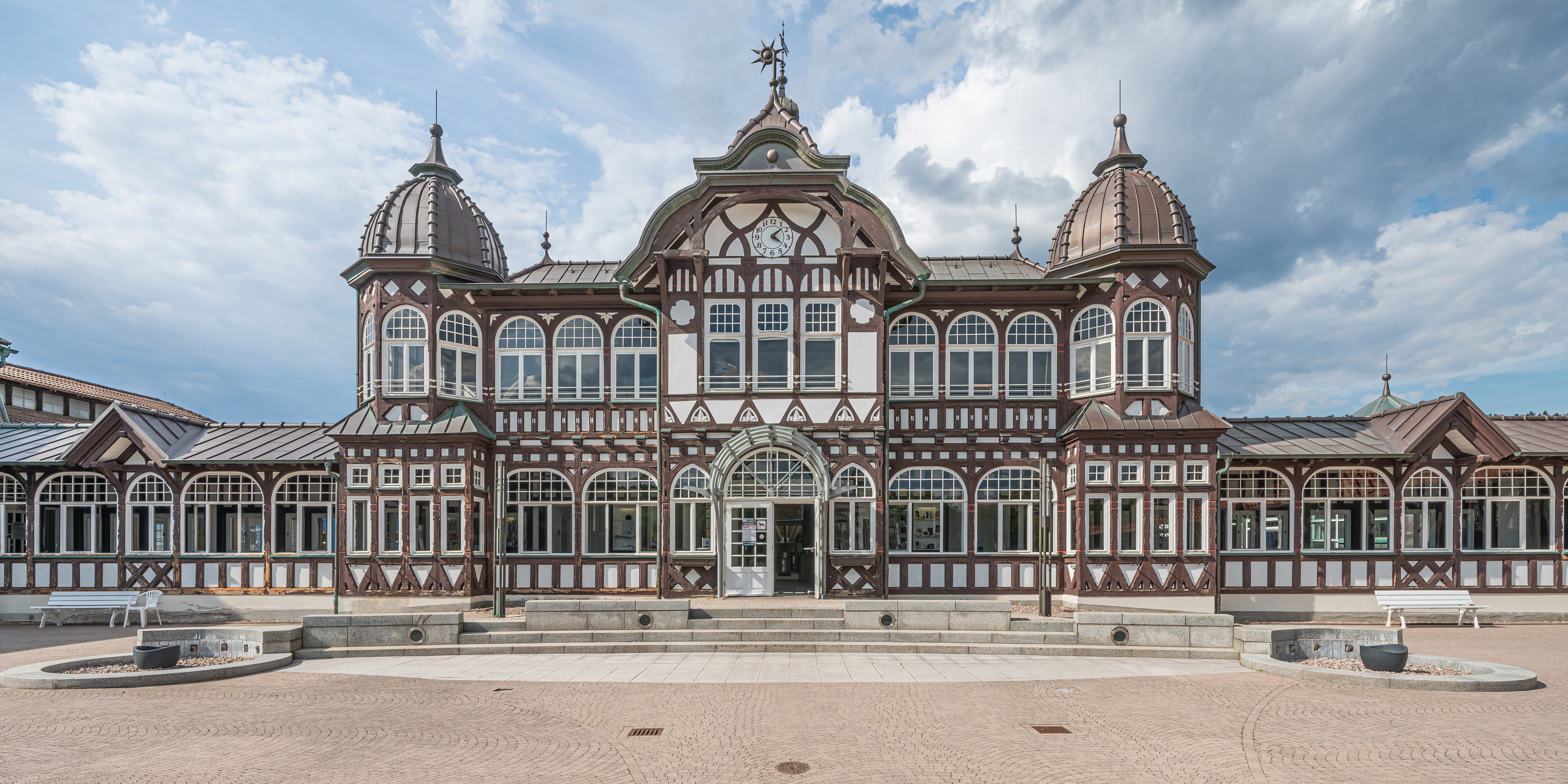
Курзал